# Science-Fiction-Jahr 1883
Übersicht

◄◄ | ◄ | 1879 | 1880 | 1881 | 1882 | Science-Fiction-Jahr 1883 | 1884 | 1885 | 1886 | 1887 | ► | ►►

Weitere Ereignisse

## Neuerscheinungen Literatur
| Deutscher Titel             | Deutschsprachiges Erscheinungsjahr | Originaltitel       | Autor                         | Anmerkungen                       |
| --------------------------- | ---------------------------------- | ------------------- | ----------------------------- | --------------------------------- |
| Die Insel Mellonta          |                                    |                     | Lazar Freiherr von Hellenbach | Sozialutopie im Stil Jules Vernes |
| Das elektrische Jahrhundert | 1899                               | Le Vingtième Siècle | Albert Robida                 |                                   |

## Geboren
- Edwin Balmer († 1959)
- Eric Temple Bell († 1960)
- Franz Kafka († 1924)
- Franz Xaver Kappus († 1966)
- Compton Mackenzie († 1972)
- Robert Walter († 1967)
- Austin Tappan Wright († 1931)